# بوستیک (کارولینای شمالی)
بوستیک (به انگلیسی: Bostic) شهری در ایالت کارولینای شمالی کشور ایالات متحده آمریکا است که جمعیت آن در سرشماری سال ۲۰۱۰ میلادی، ۳۸۶ نفر بوده‌است.